# Plectorhinchus macrolepis
Diagramme à grosses lèvres
Espèce
Statut de conservation UICN

 LC  : Préoccupation mineure
Plectorhinchus macrolepis, le Diagramme à grosses lèvres, est une espèce de poissons marins et d'eau saumâtre de la famille des Haemulidae.

## Description
Plectorhinchus macrolepis peut mesurer jusqu'à 45 cm de longueur totale mais sa taille habituelle est d'environ 30 cm. C'est une espèce relativement rare.

## Répartition
Ce poisson se rencontre dans l'Atlantique est, depuis les côtes de la Mauritanie et du Cap-Vert jusqu'à celles de l'Angola mais également à Sao Tomé-et-Principe. Il est présent depuis la surface et jusqu'à 25 m de profondeur.

## Systématique
Le nom valide complet (avec auteur) de ce taxon est Plectorhinchus macrolepis (Boulenger, 1899).
L'espèce a été initialement classée dans le genre Diagramma sous le protonyme Diagramma macrolepis Boulenger, 1899.
Ce taxon porte en français le nom vernaculaire ou normalisé suivant : Diagramme à grosses lèvres.
Plectorhinchus macrolepis a pour synonymes :
- Diagramma macrolepis Boulenger, 1899
- Pseudopristipoma macrolepis (Boulenger, 1899)

### Étymologie
Son épithète spécifique, macrolepis, du grec ancien μακρός (makrós), « grand, long », et λεπίς (lepís), « écaille », fait référence aux écailles plus grandes entre la nageoire dorsale et la ligne latérale que celles que présente Diagramma crassispinum.

### Publication originale
- G. A. Boulenger, « Matériaux pour la faune du Congo. Poissons nouveaux du Congo. Troisième Partie. Silures, Acanthoptérygiens, Mastacembles, Plectognathes », Annales du Musée du Congo, Belgique, zoologie, vol. 1, no 3,‎ 1899, p. 39-58 (ISSN 1016-0892).